# Vrchlického divadlo v Lounech
Vrchlického divadlo v Lounech je kulturní instituce spravující divadelní budovu v severočeských Lounech. Budova postavená roku 1950 disponuje po rekonstrukci z let 2000 až 2003 kapacitou 262 míst. Funguje především jako tzv. stagiona a též jako zázemí lounské kultury. Od svého vzniku až do roku 1990 neslo název Fučíkovo divadlo v Lounech, po svém obnovení byl naplněn původní záměr pojmenovat jej po básníkovi, překladateli a lounském rodákovi Jaroslavu Vrchlickém. 

## Historie

### Před stavbou divadla
Ochotnická a zájezdní profesionální divadelní představení se v Lounech hrávala na různých místech již v 19. století. Pro potřeby divadelních představení byl roku 1932 trvale stavebně upraven sál hotelu Záložna v centru města pro potřeby divadelních představení: bylo zde postaveno jeviště a instalována osvětlovací technika. Během německé okupace Čech, Moravy a Slezska během druhé světové války se pak sál nepoužíval, většina jeho vybavení byla zlikvidována a divadelní představení byla nadále hrána v sále hostince Na zastávce.

### Vznik divadla
Po osvobození Československa vznikla v Lounech iniciativa mající za cíl výstavbu zcela nové divadelní budovy na místě zbořeného hotelu Záložna. V závěru roku 1947 vzniklo sdružení Spolek Vrchlického divadla, který založil sbírkový účet Louny sobě, na němž byly prostřednictvím veřejné sbírky shromažďovány prostředky. První vklad do sbírky ve výši 10 000 Kčs věnoval divadelní herec a režisér Emil František Burian, člen spolku pro vznik divadla, jeho družka pak darovala stejnou částku, navíc padl příslib o sehrání divadelních představení Burianových her v novém divadle zdarma. Celkově se pak do března 1950 podařilo shromáždit 1 646 000 korun. 
Výstavba divadla proběhla v letech 1948 až 1950 podle projektu hlavního architekta Víta Nepora, návrh byl však opakovaně přepracováván a na finální podobě divadla se podíleli též architekti Miroslav Melena, Vlastimil Štěpán, Josef Miňovský a Miloš Machač. Při budování byly obyvateli města a dalšími brigádníky dobrovolnicky odpracovány tisíce hodin. Původní záměr pojmenovat budovu Vrchlického divadlo byl vinou propagandistické ideologie československého komunistického režimu nuceně změněn na Fučíkovo divadlo, a to i přes protesty iniciátorského spolku (rovněž nuceně přejmenovaného na Spolek Fučíkova divadla) i spolku Kruh přátel Jaroslava Vrchlického. Divadlo bylo slavnostně otevřeno 29. října 1950. 
Divadlo od počátku fungovalo jako stagiona profesionálních divadel: již roku 1951 na jeho prknech hostoval činoherní soubor pražského Národního divadla. Rovněž zde bylo vytvořeno zázemí pro lounský ochotnický Divadelní spolek J. K. Tyla, který zde uváděl své inscenace. Roku 1963 bylo divadlo vybaveno protipožární oponou navrženou výtvarníkem Zdeňkem Sýkorou. Budova byla aktivně využívána až do začátku 90. let 20. století, následně pak byla z důvodu havarijního stavu roku 1990 uzavřena. 

### Obnovení divadla

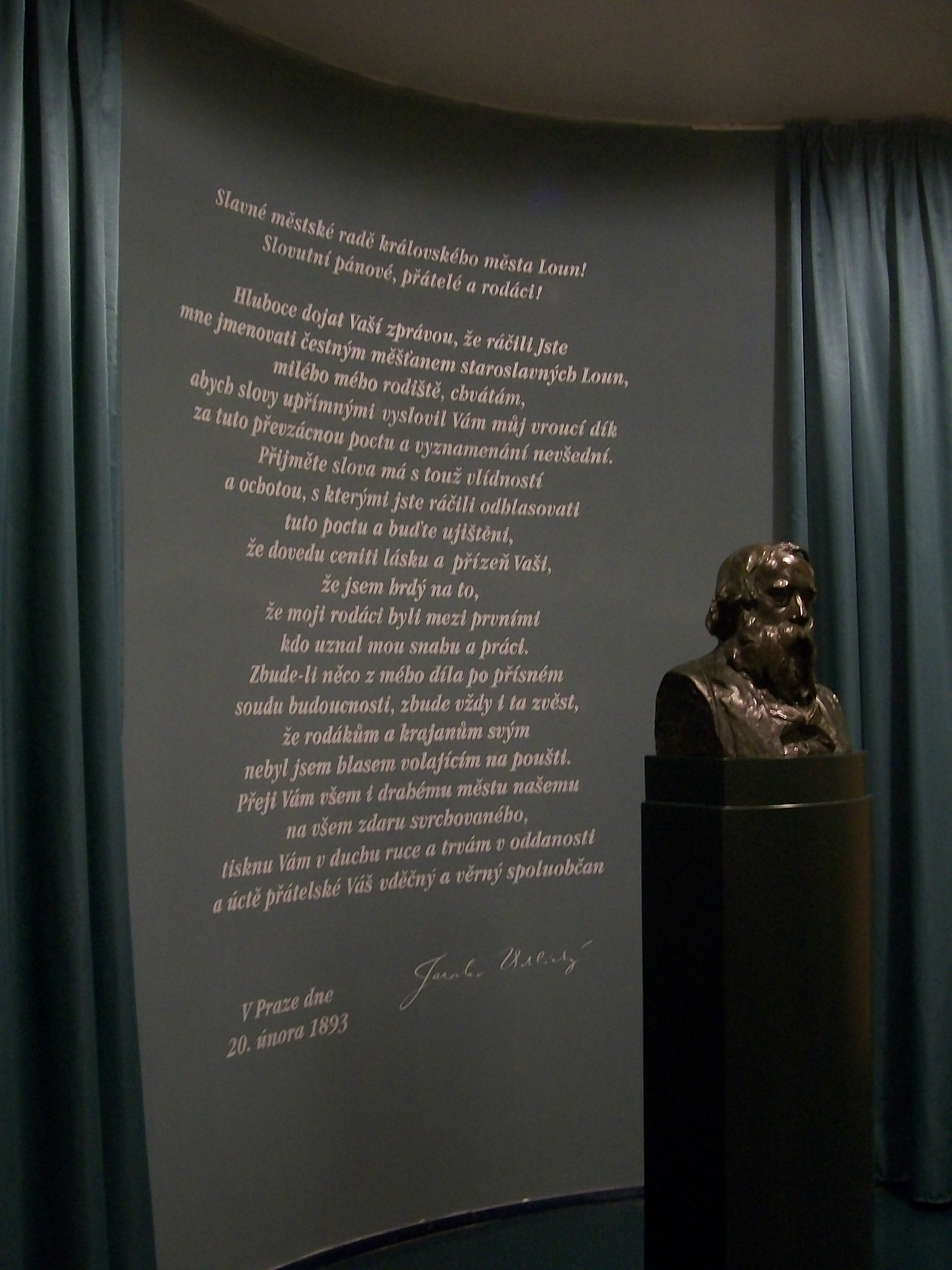
Busta J. Vrchlického ve foyer divadla

Po deseti letech debat a mj. úvahách o možné demolici divadla a vybudování parkoviště, přijalo zastupitelstvo města Louny roku 2000 usnesení o rozsáhlé rekonstrukci divadla a navrácení původně zamýšleného názvu, Vrchlického divadlo. Budova prošla přestavbou a modernizací, včetně piazzety před hlavním vchodem z Jakoubkovy ulice, a veřejnosti se znovu slavnostně otevřela roku 2003. Ve foyer byla instalována také busta Jaroslava Vrchlického a také text dopisu zaslaný Vrchlickým městské radě Loun poté, co byl roku 1893 jmenován čestným občanem města. Prvním ředitelem obnoveného divadla byl v letech 2003 až 2018 galerista a hudební vydavatel Vladimír Drápal Lábus, po něm se ředitelem stal někdejší novinář a publicista Jakub Bielecki.

## Současnost
Vrchlického divadlo nadále slouží svému původnímu účelu a poskytuje zázemí po pořádání především hostujících divadelních představení, dále také přednášek a dalších kulturních akcí, stejně tak jsou zde pořádána ochotnická představení. Od roku 2004 je zde pravidelně pořádána postupová přehlídka amatérského divadla Lounské divadlení.